# Mario Tennis (Nintendo 64)
Mario Tennis är ett sportspel till Nintendo 64. Spelet utvecklades av Camelot Software Planning och gavs ut av Nintendo år 2000 i Europa. Spelet är känt för att vara Waluigis första spel han är med i, och även Daisys och Birdo första spel på ett tag. Karaktärerna är uppdelade i flera klasser, All-Around, Technique, Power, Speed och Tricky. 
Spelet innehåller 16 karaktärer. Spelet innehåller dessutom 5 planer att spela på från början. Senare kan man låsa upp ännu mer för att totalt ha 18 planer.

## Spelbara karaktärer

### All-Around
- Mario
- Luigi

### Technique
- Peach
- Daisy
- Toad
- Waluigi
- Shy Guy

### Power
- Wario
- Bowser
- Donkey Kong
- Donkey Kong Jr.

### Speed
- Yoshi
- Birdo
- Baby Mario

### Tricky
- Paratroopa
- Boo

## Ej Spelbara karaktärer
- Lakitu
- Koopa Troopa
- Bob-omb
- Bob-omb Buddy
- Piranha Plant

## Planer
- Open Court
- Hard Court
- Clay Court
- Grass Court
- Composition Court

## Upplåsbara planer
- Mario Bros. Court
- Baby Mario & Yoshi Court
- Wario & Waluigi Court
- Donkey Kong Court
- Mario & Luigi Court
- Birdo & Yoshi Court
- Super Mario Court
- Peach Court
- Yoshi Court
- Wario Court
- Waluigi Court
- Bowser Court
- Piranha Court